# آدم تروبيش
آدم تروبيش (مواليد 8 فبراير 1979) هو ملاكم كندي، مثّل بلاده في الألعاب الأولمبية الصيفية في دورتي 2004 و2008.

## وصلات خارجية
آدم تروبيش على موقع أوليمبيديا (الإنجليزية)